# جزيرة الملك وليام

جزيرة الملك وليام على الخريطة

جزيرة الملك وليام (بالإنجليزية: King William Island)‏ هي جزيرة في منطقة نونافوت و تشكل جزءا من أرخبيل القطب الشمالي الكندي. مساحتها بين 12,516 كلم مربع (4,832 ميل مربع) و 13,111 كلم مربع (5,062 ميل مربع) مما يجعلها أكبر 61 جزيرة في العالم وأكبر 15 جزيرة في كندا. سكانها اعتبارا من تعداد عام 2011 بلغ 1,279 و كلهم يعيشون في جزيرة واحدة التي هي جوا هافن.

## المناخ
يظهر الجدول التالي التغييرات المناخية على مدار السنة لجزيرة الملك وليام:
| البيانات المناخية لـجزيرة الملك وليام                         | البيانات المناخية لـجزيرة الملك وليام | البيانات المناخية لـجزيرة الملك وليام | البيانات المناخية لـجزيرة الملك وليام | البيانات المناخية لـجزيرة الملك وليام | البيانات المناخية لـجزيرة الملك وليام | البيانات المناخية لـجزيرة الملك وليام | البيانات المناخية لـجزيرة الملك وليام | البيانات المناخية لـجزيرة الملك وليام | البيانات المناخية لـجزيرة الملك وليام | البيانات المناخية لـجزيرة الملك وليام | البيانات المناخية لـجزيرة الملك وليام | البيانات المناخية لـجزيرة الملك وليام | البيانات المناخية لـجزيرة الملك وليام |
| الشهر                                                         | يناير                                 | فبراير                                | مارس                                  | أبريل                                 | مايو                                  | يونيو                                 | يوليو                                 | أغسطس                                 | سبتمبر                                | أكتوبر                                | نوفمبر                                | ديسمبر                                | المعدل السنوي                         |
| ------------------------------------------------------------- | ------------------------------------- | ------------------------------------- | ------------------------------------- | ------------------------------------- | ------------------------------------- | ------------------------------------- | ------------------------------------- | ------------------------------------- | ------------------------------------- | ------------------------------------- | ------------------------------------- | ------------------------------------- | ------------------------------------- |
| الدرجة القصوى °م (°ف)                                         | −5.0 (23.0)                           | −4.4 (24.1)                           | −1.7 (28.9)                           | 2.2 (36.0)                            | 3.9 (39.0)                            | 21.1 (70.0)                           | 24.4 (75.9)                           | 23.9 (75.0)                           | 13.9 (57.0)                           | 6.7 (44.1)                            | −0.6 (30.9)                           | −4.0 (24.8)                           | 24.4 (75.9)                           |
| متوسط درجة الحرارة الكبرى °م (°ف)                             | −30.8 (−23.4)                         | −31.5 (−24.7)                         | −27.3 (−17.1)                         | −17.2 (1.0)                           | −5.9 (21.4)                           | 3.8 (38.8)                            | 11.3 (52.3)                           | 8.5 (47.3)                            | 1.3 (34.3)                            | −7.8 (18.0)                           | −19.7 (−3.5)                          | −26.3 (−15.3)                         | −11.8 (10.8)                          |
| المتوسط اليومي °م (°ف)                                        | −34.2 (−29.6)                         | −34.9 (−30.8)                         | −31.4 (−24.5)                         | −22.0 (−7.6)                          | −9.8 (14.4)                           | 1.0 (33.8)                            | 7.2 (45.0)                            | 5.2 (41.4)                            | −0.9 (30.4)                           | −11.2 (11.8)                          | −23.6 (−10.5)                         | −29.8 (−21.6)                         | −15.4 (4.4)                           |
| متوسط درجة الحرارة الصغرى °م (°ف)                             | −38.3 (−36.9)                         | −38.7 (−37.7)                         | −35.7 (−32.3)                         | −27.1 (−16.8)                         | −13.8 (7.2)                           | −2.0 (28.4)                           | 3.1 (37.6)                            | 1.9 (35.4)                            | −3.2 (26.2)                           | −14.6 (5.7)                           | −27.5 (−17.5)                         | −34.0 (−29.2)                         | −19.2 (−2.5)                          |
| أدنى درجة حرارة °م (°ف)                                       | −50.0 (−58.0)                         | −53.0 (−63.4)                         | −48.3 (−54.9)                         | −43.3 (−45.9)                         | −31.1 (−24.0)                         | −18.9 (−2.0)                          | −1.7 (28.9)                           | −6.1 (21.0)                           | −17.5 (0.5)                           | −33.4 (−28.1)                         | −46.7 (−52.1)                         | −47.2 (−53.0)                         | −53.0 (−63.4)                         |
| الهطول مم (إنش)                                               | 1.7 (0.07)                            | 2.3 (0.09)                            | 2.5 (0.10)                            | 5.5 (0.22)                            | 9.4 (0.37)                            | 10.0 (0.39)                           | 23.5 (0.93)                           | 25.9 (1.02)                           | 18.9 (0.74)                           | 13.2 (0.52)                           | 5.0 (0.20)                            | 2.3 (0.09)                            | 120.4 (4.74)                          |
| معدل هطول الأمطار مم (إنش)                                    | 0.0 (0.0)                             | 0.0 (0.0)                             | 0.0 (0.0)                             | 0.0 (0.0)                             | 1.0 (0.04)                            | 7.1 (0.28)                            | 23.4 (0.92)                           | 24.6 (0.97)                           | 12.4 (0.49)                           | 0.8 (0.03)                            | 0.0 (0.0)                             | 0.0 (0.0)                             | 69.2 (2.72)                           |
| متوسط تساقط الثلوج سم (إنش)                                   | 1.7 (0.7)                             | 2.3 (0.9)                             | 2.5 (1.0)                             | 5.5 (2.2)                             | 8.4 (3.3)                             | 3.0 (1.2)                             | 0.2 (0.1)                             | 1.3 (0.5)                             | 6.5 (2.6)                             | 12.4 (4.9)                            | 5.0 (2.0)                             | 2.3 (0.9)                             | 51.2 (20.2)                           |
| متوسط أيام هطول الأمطار (≥ 0.2 مـم (0.0079 بوصة))             | 2                                     | 2                                     | 2                                     | 3                                     | 6                                     | 5                                     | 8                                     | 10                                    | 10                                    | 8                                     | 4                                     | 2                                     | 63                                    |
| متوسط الأيام الممطرة (≥ 0.2 مـم (0.0079 بوصة))                | 0                                     | 0                                     | 0                                     | trace                                 | trace                                 | 3                                     | 8                                     | 9                                     | 5                                     | trace                                 | 0                                     | 0                                     | 26                                    |
| متوسط الأيام المثلجة (≥ 0.2 سـم (0.079 بوصة))                 | 2                                     | 2                                     | 2                                     | 3                                     | 5                                     | 2                                     | trace                                 | 1                                     | 5                                     | 8                                     | 4                                     | 2                                     | 38                                    |
| المصدر: Environment Canada Canadian Climate Normals 1981–2010 |                                       |                                       |                                       |                                       |                                       |                                       |                                       |                                       |                                       |                                       |                                       |                                       |                                       |

## أعلام
- جون فرانكلين